# اندیس دولومیت مونجر موئی
دولومیت مونجر موئی یک اندیس غیرفلزی است که در حوالی شهر کوه کلاله استان چهارمحال و بختیاری قرار دارد و مادهٔ معدنی موجود در آن، دولومیت است. و دیرینگی آن به دوران ائوسن-الیگومیوسن می‌رسد. در این اندیس، پاراژنز‌های کلسیت یافت می‌شوند.